# كاساريا تينيفوليا
كاساريا تينيفوليا كان نوعًا من النباتات المزهرة في عائلة صفصافية. كان متوطن في موريشيوس.